# Jacques Borel
Jacques Borel (nascido a 9 de abril de 1927) é um empresário francês conhecido por ter introduzido o fast food em França. Pelas suas realizações nesta área, é conhecido como o "Napoléon du prêt-à-manger" (Napoleão dos alimentos prontos a consumir).

## Carreira
Formado pela HEC Paris em 1950, Jacques Borel completou a sua aprendizagem em cargos de gestão na IBM, onde o seu pai, William Borel, chefiava a filial francesa. A 31 de maio de 1961, abriu a primeira hamburgueria em França, um franchising da empresa americana Wimpy. O local foi a Rue du 4 Septembre, no 2.º arrondissement de Paris. O Borel viu o hambúrguer servido à mesa como uma opção vencedora, uma vez que o único outro concorrente eram as sanduíches frias de porco servidas nos bares. Além disso, a carne picada estava a crescer como opção, uma vez que o aumento do emprego feminino limitava o tempo que restava às mulheres para cozinhar carne em casa. O seu portefólio expandiu-se para 15 restaurantes em Paris e cinco no resto do país, mas desapareceram antes do final da década devido a disputas com a sede no Reino Unido; O McDonald's chegou a França em 1972.
Em 1962, o Borel foi o pioneiro do Ticket Restaurant (hoje Edenred), vouchers vendidos a grandes empregadores para alimentar os empregadores em vez de utilizarem as suas próprias cafetarias. Tinha descoberto a prática no Reino Unido. Em 1967, a prática foi reconhecida pelo estado e não foi exigido qualquer imposto sobre a mesma.
O Borel foi pioneiro nos restaurantes de auto-estrada e o seu recorde de vendas num dia foi de 14.238 pessoas num outlet da A6 no verão. Disse que “o mais difícil não foi alimentar todos aqueles veraneantes, mas sim manter as casas de banho limpas”. A sua empresa de investimento Jacques Borel International comprou a cadeia de hotéis de 4 estrelas Sofitel, mas o seu fracasso devido à falta de experiência no setor levou a que fosse destituído pelo conselho em 1977. Após experiências falhadas em fast food nos Estados Unidos, México e no Brasil, regressou a França e abriu a Jacques Borel Consultants em 1994, que fez lobby com sucesso para uma redução do imposto sobre o valor acrescentado de 5,5% nos restaurantes franceses.

## Reconhecimento
Foi a inspiração para a personagem Jacques Tricatel no filme francês de 1976, A Asa ou a Coxa (L'Aile ou la Cuisse), baseado no confronto entre a cozinha tradicional francesa e o fast food da época.
Em 2008, Borel foi nomeado Cavaleiro da Legião de Honra.